# Sue Novara
Sue Novara (ur. 22 listopada 1955 we Flint) – amerykańska kolarka torowa i szosowa, siedmiokrotna medalistka torowych mistrzostw świata.

## Kariera
Pierwszy sukces w karierze Sue Novara osiągnęła w 1974 roku, kiedy na torowych mistrzostwach świata w Montrealu zdobyła srebrny medal w sprincie indywidualnym, ulegając jedynie Tamarze Pilszczikowej z ZSRR. Wynik ten powtórzyła jeszcze trzykrotnie: na MŚ w Lecce (1976, wygrała jej rodaczka Sheila Young), MŚ w San Cristóbal (1977) i MŚ w Monachium (1978, podobnie jak rok wcześniej najlepsza była Galina Cariewa z ZSRR). W tej samej konkurencji Novara zwyciężyła na mistrzostwach świata w Liège w 1975 roku oraz rozgrywanych pięć lat później mistrzostwach w Besançon. Ponadto na mistrzostwach świata w Amsterdamie w 1979 roku zajęła trzecią pozycję, ulegając Galinie Cariewej oraz Truus van der Plaat z Holandii. Wielokrotnie zdobywała medale torowych mistrzostw USA, a w 1980 roku została również mistrzynią kraju w szosowym wyścigu ze startu wspólnego. Nigdy nie wystartowała na igrzyskach olimpijskich.